# EuroSprinter
EuroSprinter est le nom d'une famille de locomotives électriques déclinant un principe modulaire adapté au marché européen par Siemens. Le nom de produit interne à Siemens est ES 64, où ES est l'abréviation de EuroSprinter et le nombre 64 indique la puissance de 6 400 kW.
Une information complémentaire est donnée dans le nom sur l'utilisation (U pour universelle, P pour prototype et F pour fret) et le nombre de systèmes d'alimentation électriques (par ex. 2 pour deux courants, 4 pour les quatre courants les plus utilisés en Europe).

## Développement
Le premier prototype ES 64 P a été construit en 1992, alors que la Deutsche Bahn AG comptait passer une importante commande de locomotives en remplacement des Einheits-Elektrolokomotiven (locomotives électriques unifiées, en allemand) vieillissantes. Techniquement, il était basé sur la série 252 de la Renfe  construite par Siemens, livrées en 1991. Ce prototype a été utilisé lors de tests extensifs dans toute l'Europe. Il a été numéroté à la DB dans la série 127. Il est toujours en service dans le parc Dispolok, un ancien pool de locomotives propriété de Siemens, destiné à la location.

## Types  standards

### ES 64 F

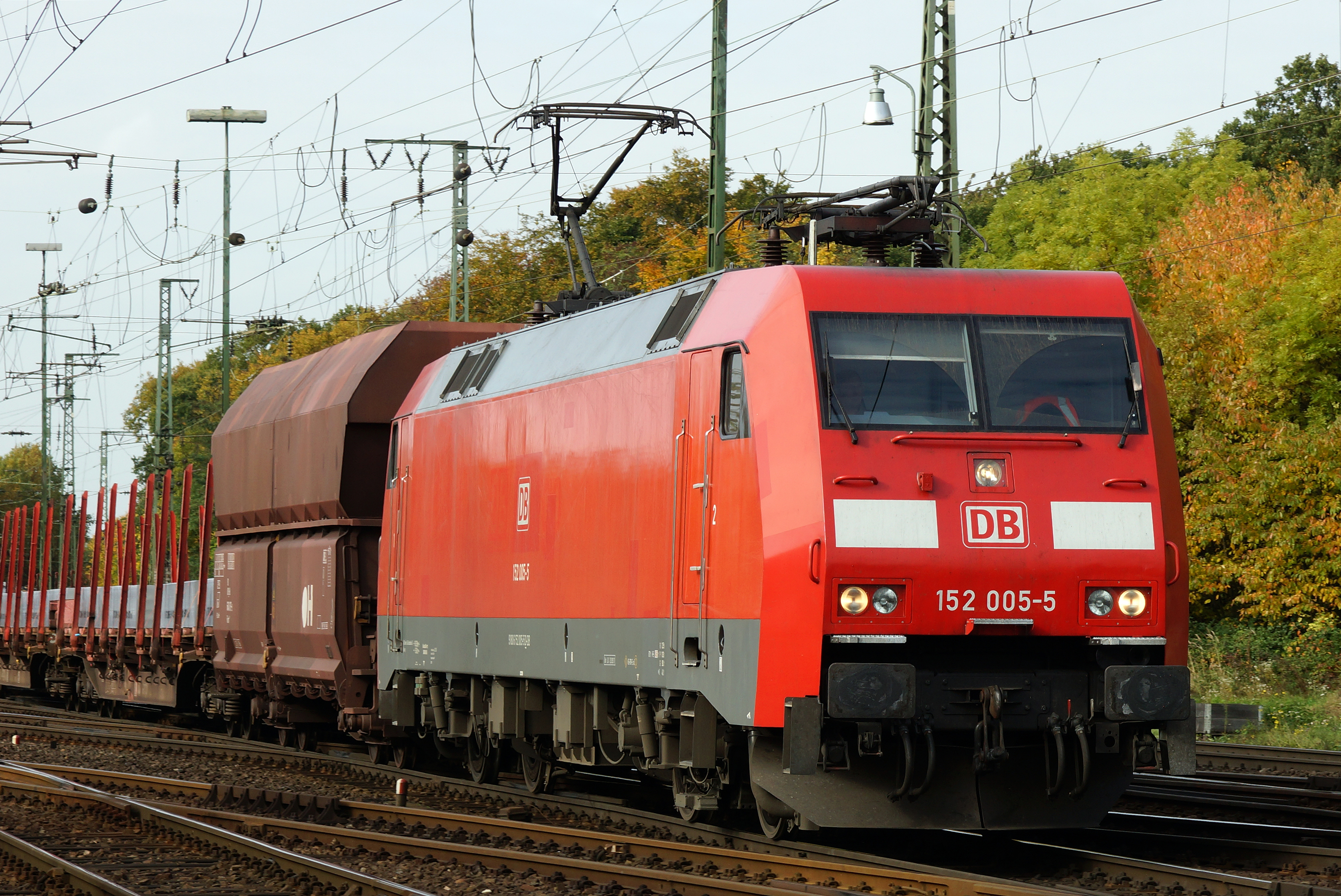
Série 152 DB AG

La ES 64 F est une locomotive électrique de fret d'une puissance de 6400 kW et une vitesse maximale de 140 km/h. Bien qu'elle soit équipée pour les services voyageurs, elle est exclusivement utilisée pour les trains de fret. Elle a été mise en service par la Deutsche Bahn AG sous le numéro de série 152 en 1996 ; elle est aujourd'hui exploitée par Railion. Leur principale fonction est de remplacer les locomotives des anciennes séries 150 et 151 sur les lourds trains de fret. La commande allemande, qui était à l'origine de 195 unités, a été réduite à 170, car les ÖBB craignaient que les moteurs de traction suspendus par le nez affectent les voies sur les lignes de montagne. À la place, la DB AG a commandé les 25 dernières ES 64 U2. Une dernière tranche de 100 locomotives fut envisagée en 1995 et formellement commandée en 1999 mais décidèrent que ces locomotives devraient être capables de circuler sur plusieurs réseaux européens, ce qui entrainera la mise au point des ES 64 F4.
Avec la série 152, la DB AG a abandonné la configuration d'essieux CoCo des séries 150 et 151 avec le nouveau système digital d'anti-enrayage, l'effort de traction doit être exercé de manière plus fiable : néanmoins, certains ingénieurs soutiennent qu'en automne, du fait des rails glissants, les trains lourds ont des difficultés à accélérer. À l'exception de la vitesse maximale, toutes les performances sont similaires à celles de la série 101.

### ES 64 F4

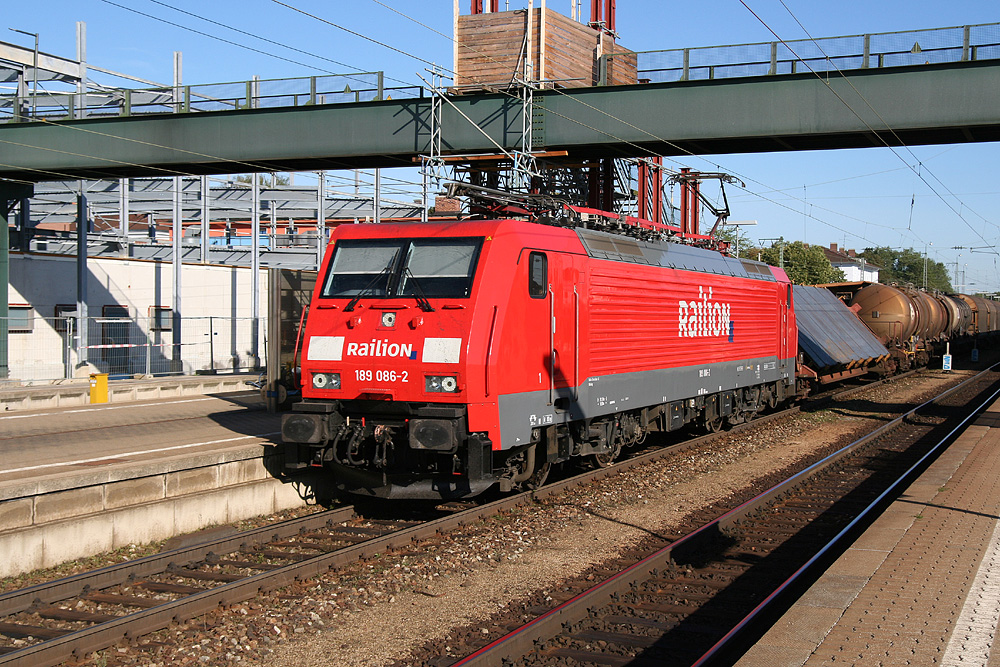
Série 189 DB AG.

La ES 64 F4 est une locomotive électrique prévue pour le fret, dotée d'une puissance de 6 400 kW et d'une vitesse maximale de 140 km/h, classée en Allemagne dans la série 189 de la DB. Elle est aussi équipée pour la traction des trains de voyageurs, mais rarement utilisée ainsi. La ES 64 F4 est équipée pour les quatre systèmes électriques couramment utilisés en Europe. Comme l'espace limité empêche l'installation de tous les systèmes de sécurité, la série 189 est équipée de différents packs donnant une couverture partielle de l'Europe, par exemple l'Allemagne et la Suisse. La locomotive est prévue pour le freinage par récupération.

#### Opérateurs
La Deutsche Bahn AG fut le premier à commander de telles machines (100) qui portent le numéro de série 189, elles sont maintenant 90 après la revente de 10 machines à Mitsui Rail Capital. En outre, les trois prototypes furent rendus à Siemens après leur période d'essai au profit de machines neuves. En 2017, la DB AG racheta à Siemens les deux dernières ES 64 F4 de réserve qui sont numérotées E 189-822 et 823.
18 ES 64 F4 furent commandées par les CFF Cargo sous le numéro de série Re 474. Seules 12 seront livrées en raison des retards dans l'homologation qui entraînèrent le refus des six autres, déjà construites. Un accident avait sérieusement endommagé deux locomotives lors de parcours d'essais à tel point que deux autres étaient en cours de construction pour les remplacer. Les deux machines endommagées seront revendues à Siemens Dispolok et les six autres seront par la suite revendues à plusieurs opérateurs.

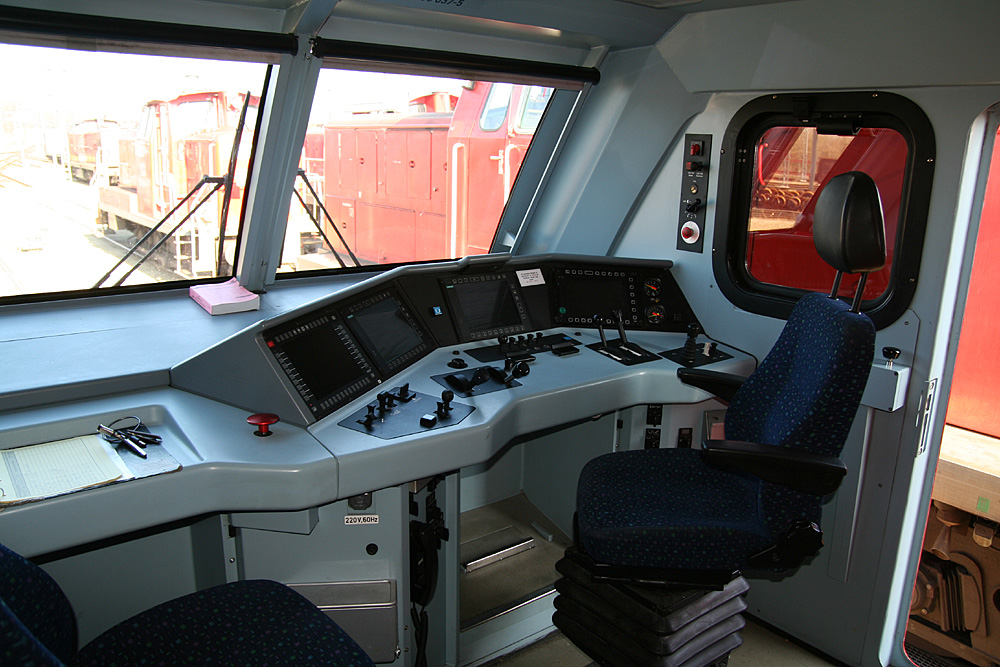
Cabine de conduite d'une machine de DB AG
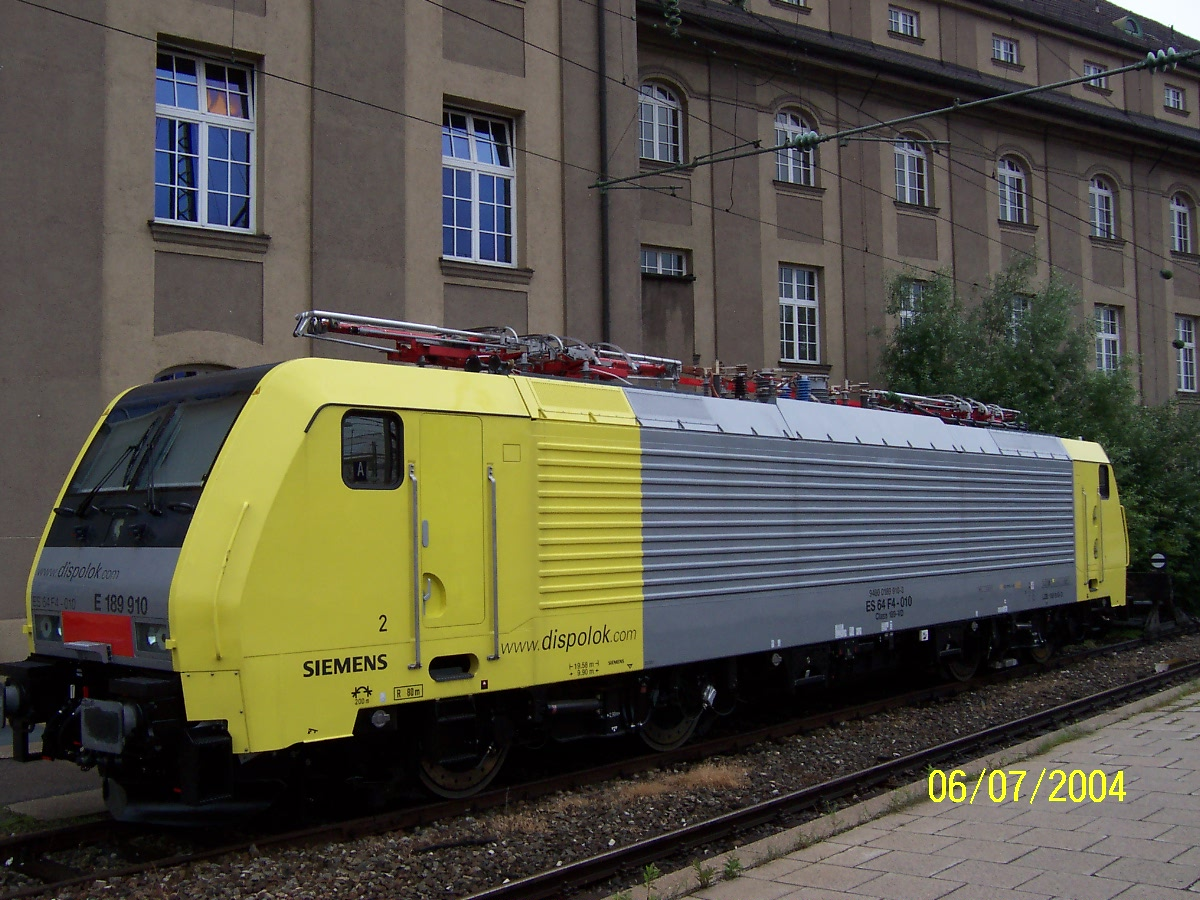
Une machine de Siemens Dispolok avec la livrée jaune et argent de la compagnie
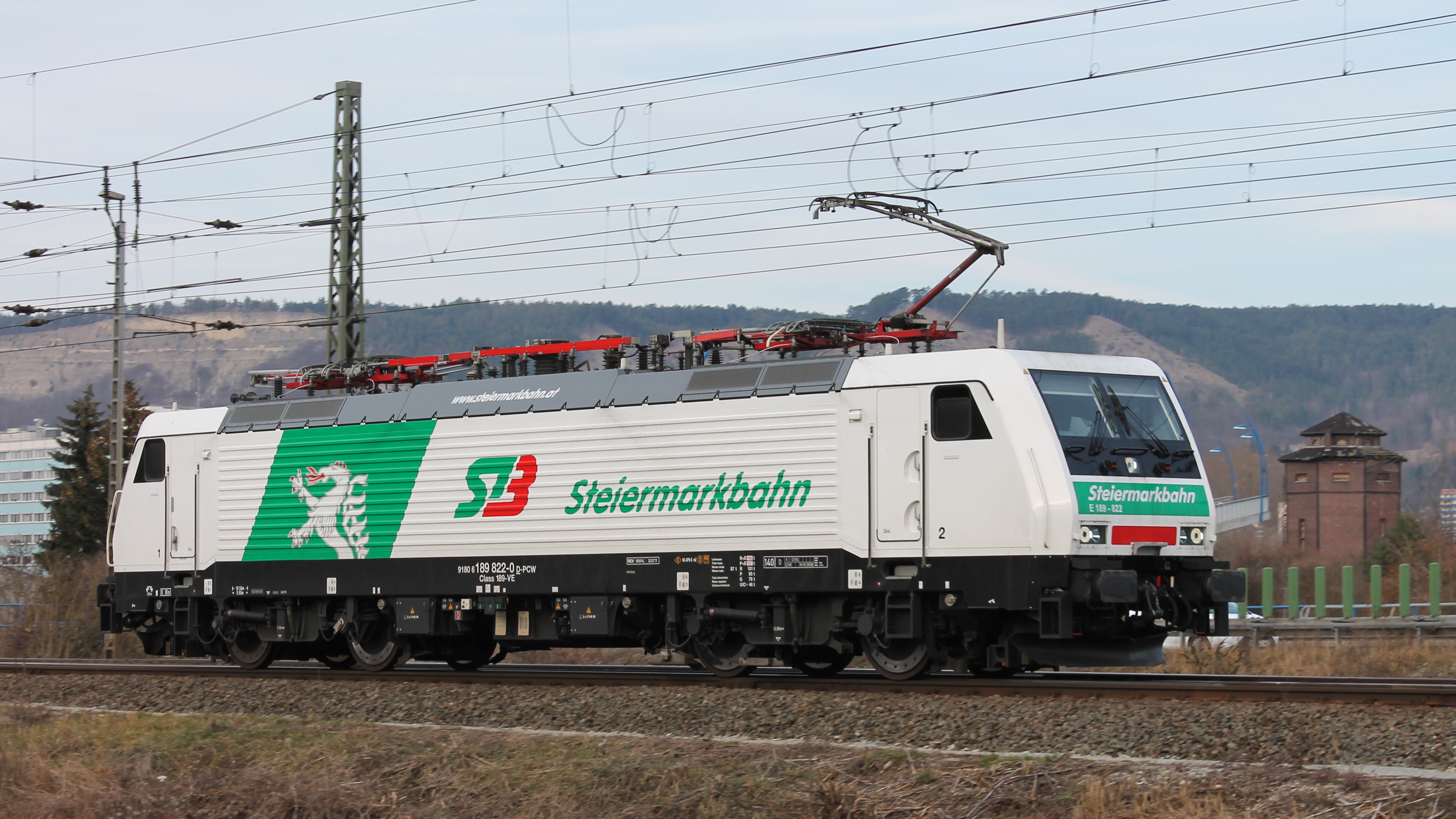
La livrée des locomotives de réserve de Siemens était blanche avec un châssis noir, celle-ci a reçu un pelliculage lors de sa location.
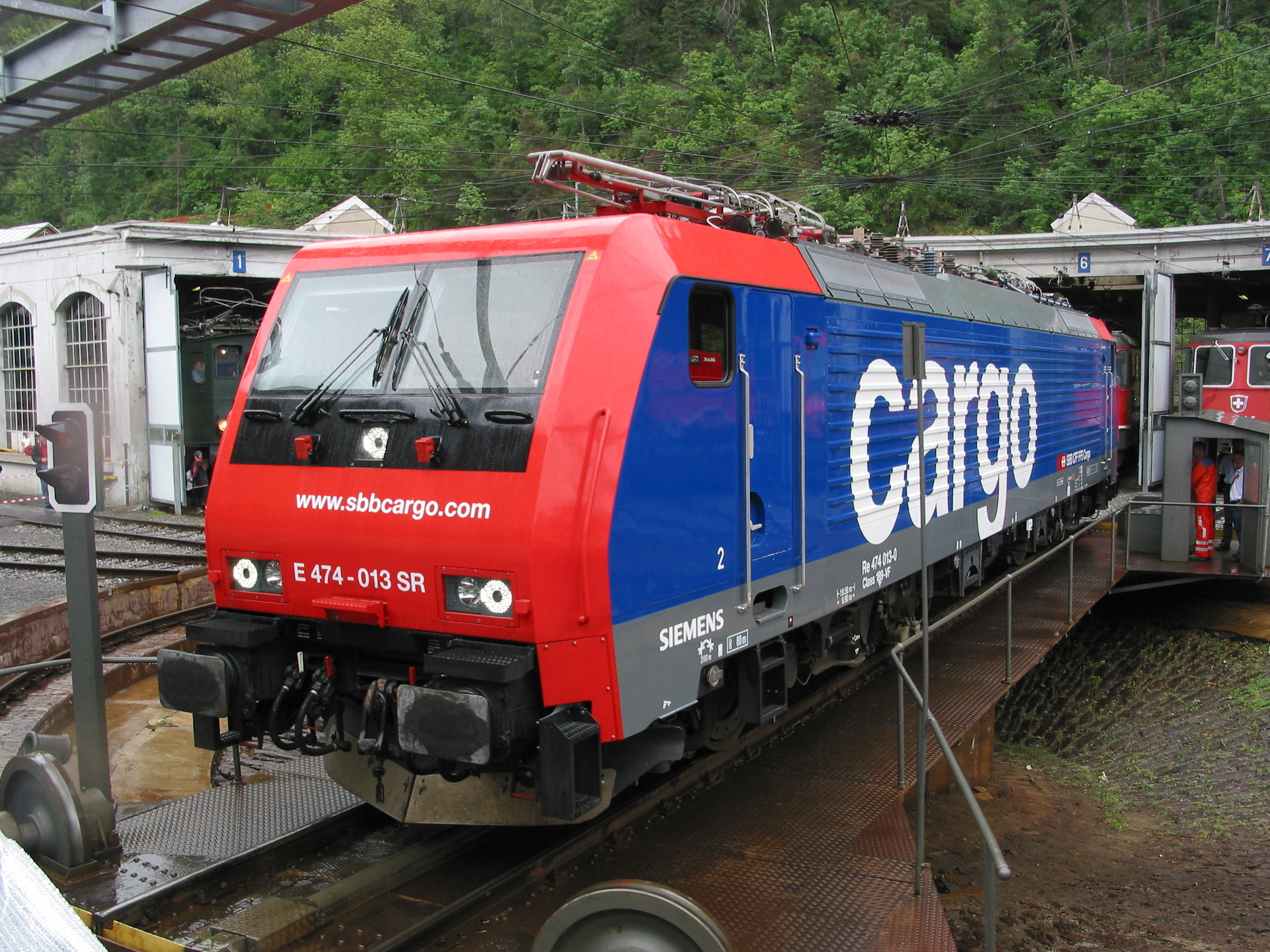
Une Re 474 des CFF

Siemens possédait jusqu'en 2006 sa propre compagnie de location (Siemens Dispolok) qui avait à son effectif 45 ES 64 F4, dont un certain nombre qui n'avaient pas encore été livrées lors de la revente de Siemens Dispolok à Mitsui Rail Capital. Toute la série est ensuite devenu la propriété de MRCE Dispolok.
Parmi ces locomotives se trouvent cinq engins particuliers : les trois prototypes de la série 189, construits en 2002 (ES 64 F4-003 à 005) ainsi que deux locomotives (ES 64 F4-019 et 020) qui auraient dû appartenir aux chemins de fer suisses mais qui ont dû retourner en usine après un accident lors de leur parcours d'essai et qui s'étaient retrouvées sans commanditaire après que les CFF réduisirent leur commande à 12 exemplaires.
Après la revente de Siemens Dispolok, Siemens désirait garder la possibilité de disposer d'une petite réserve de machines qui pourrait, si le besoin se faisait sentir, être louées ou vendues à de petites compagnies sans délai de construction. Ils firent construire 20 locomotives de différentes configurations entre 2008 et 2011 (E 189 700 à 701, 800 à 806, 820 à 823 et 840 à 846). Certaines furent vendues en moins d'un an, d'autres plus tardivement après avoir été louées.
Le loueur MRCE Dispolok a, au total, possédé à son effectif 130 locomotives d'origine variée qui sont pour la plupart peintes en livrée noire. Certaines ont entretemps été revendues à d'autres opérateurs.

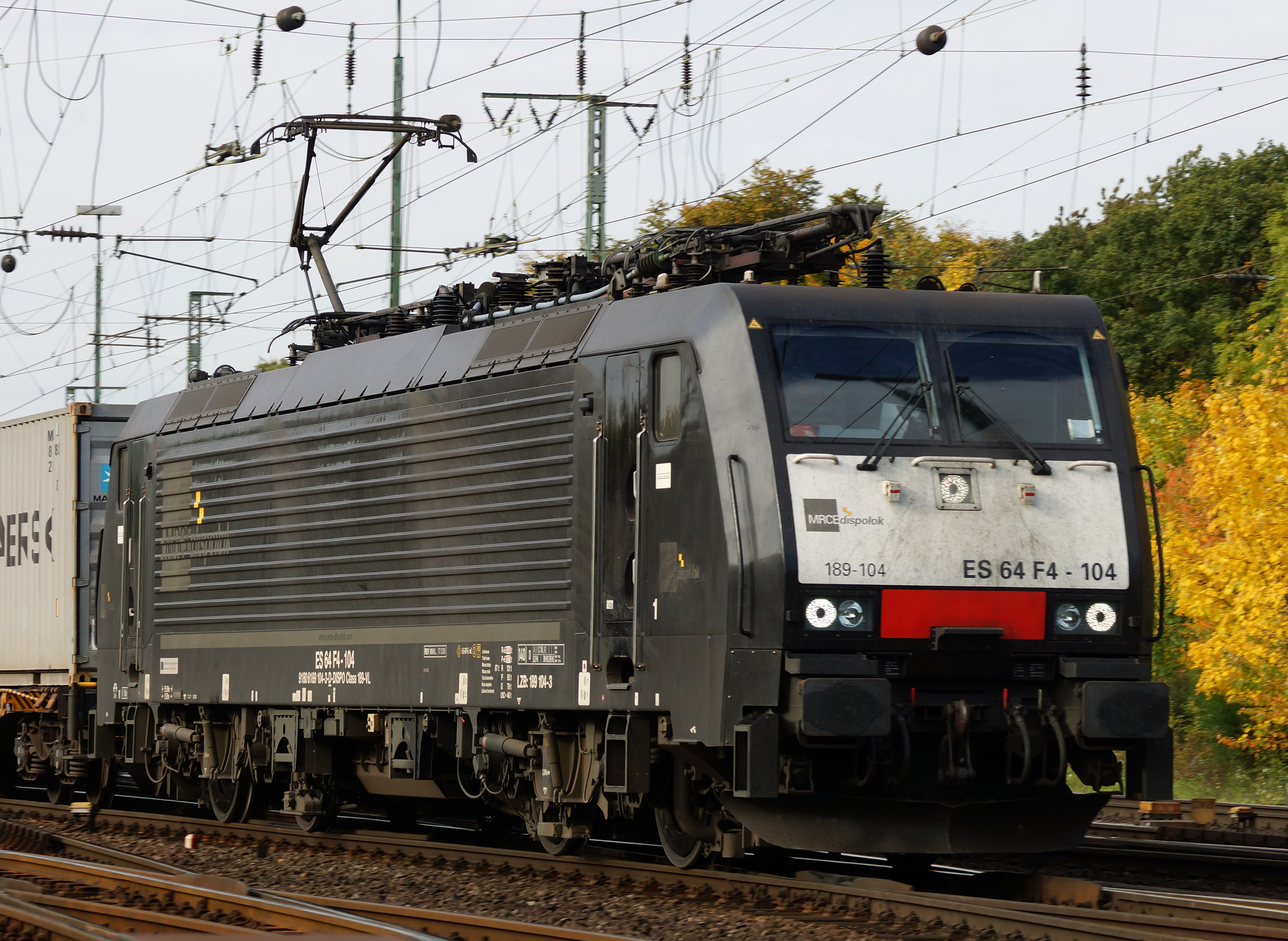
Les locomotives de MRCE Dispolok ont une livrée noire soulignée de blanc
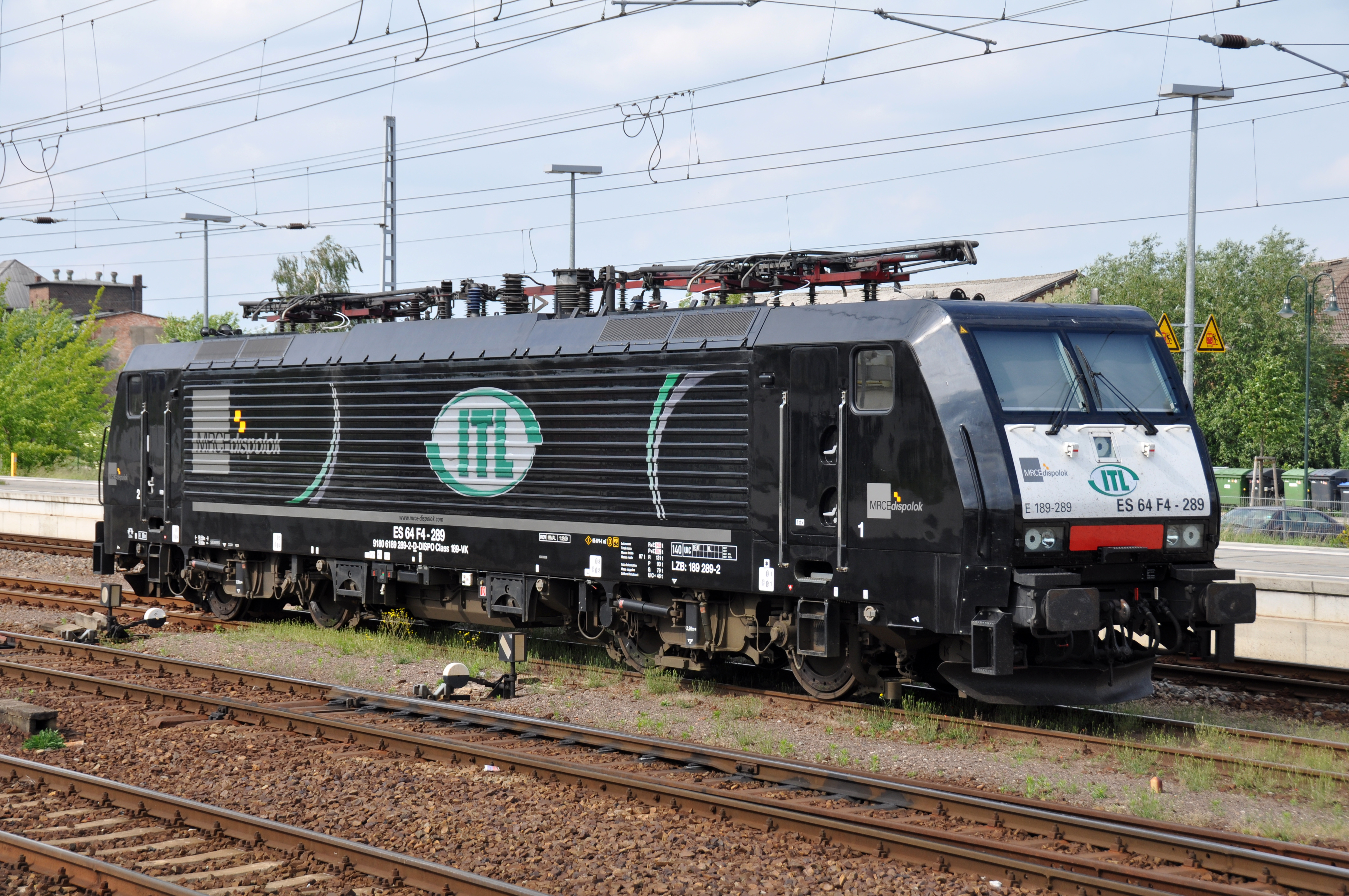
Locomotive de MRCE Dispolok louée à ITL Eisenbahngesellschaft
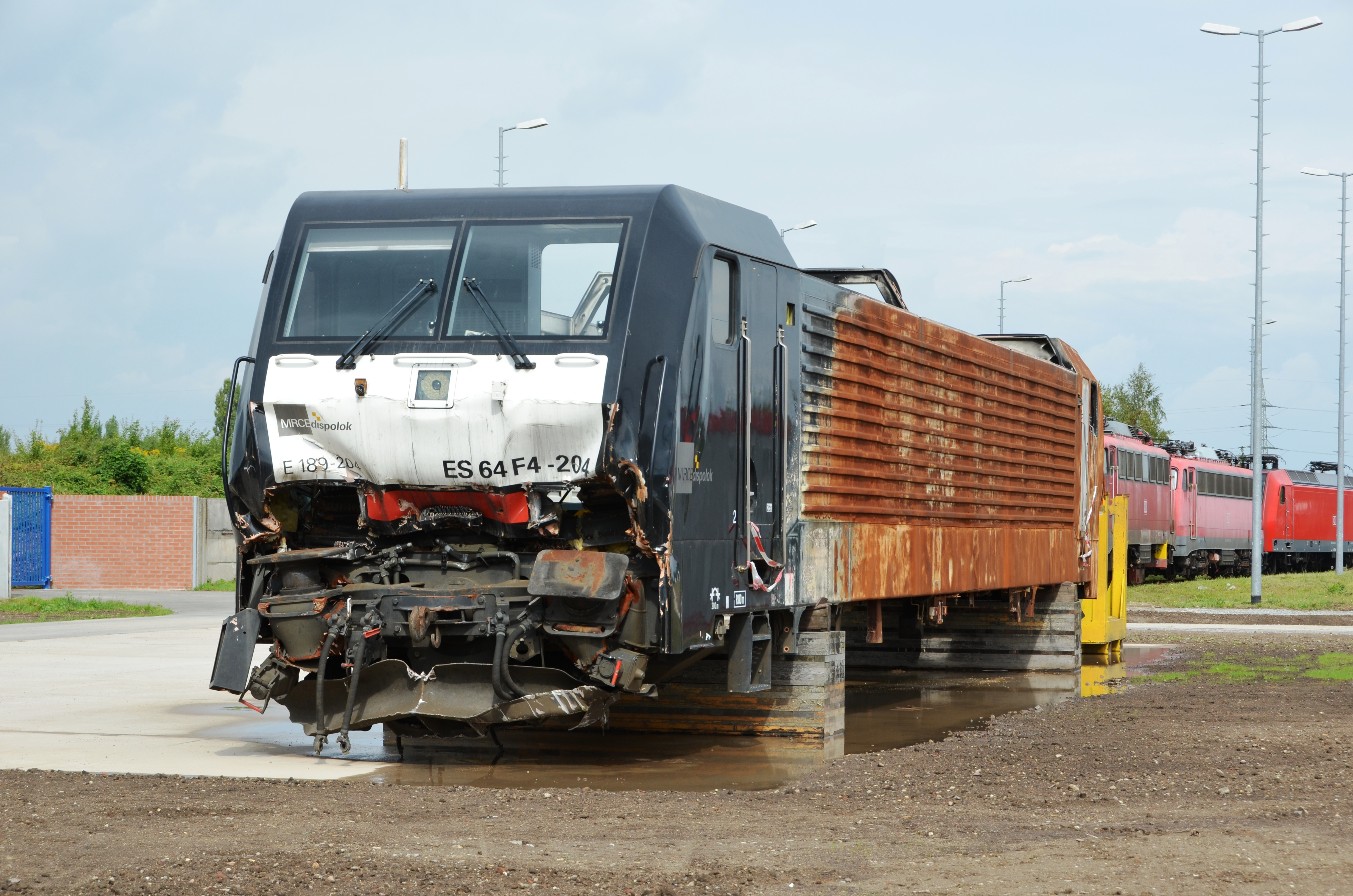
La ES 64 F4-204 a été endommagée au delà de toutes réparations par une collision suivie d'un incendie à Bleicherode.

- 45 locomotives, numérotées ES64F4 001 à 028, 030 à 033, 088 à 099 et 400, livrées entre 2003 et 2007 qui étaient initialement utilisées par Siemens Dispolok avant que Siemens ne revende sa firme de location de locomotives à Mitsui Rail Capital. Elles étaient initialement peintes en jaune et argenté sauf la dernière machine qui endossa dès sa fabrication la nouvelle livrée noire de MRCE Dispolok.
- 10 locomotives, construites en 2005, et numérotées ES64F4 990-999. Initialement propriété de la DB AG et numérotées 189-091 à 189-099, ce lot de locomotives fut revendu à Mitsui Rail Capital en 2006 avec comme contrat de les louer à la DB AG, elles conservèrent donc leur livrée et leur matricule. Toutefois, avec les réorganisations qui ont suivi le rachat de Siemens Dispolok, MRCE Dispolok décida de les utiliser pour d'autres services et de mettre fin à la location de ces 10 machines à la DB AG entre 2007 et 2008. Elles furent progressivement repeintes et renumérotées avec leur matricule actuel
- 70 locomotives commandées juste après la revente de Siemens Dispolok à MRCE. Cette tranche qui devait compter 50 machines se vit rajouter 20 locomotives supplémentaires en 2009. Elles sortirent d'usine entre 2009 et 2010 furent livrées en plusieurs variantes et numérotées en conséquence : ES64F4 034 à 038, 082 à 087, 101 à 115, 151 à 159, 208, 210 à 213, 280 à 290, 401 à 409, 450 à 459
- Une dernière tranche de cinq locomotives destinées au trafic à très longues distances fut commandée en 2011. Il s'agit de locomotives, numérotées ES64F4-840 à 844 qui avaient déjà été construites (entre 2010 et 2011) afin que Siemens dispose d'un stock de machines prêtes à l'emploi

D'autres opérateurs ont également acheté des ES 64 F4 en quantité plus faible, soit en achetant des machines neuves, soit en rachetant des machines de location à Siemens ou MRCE

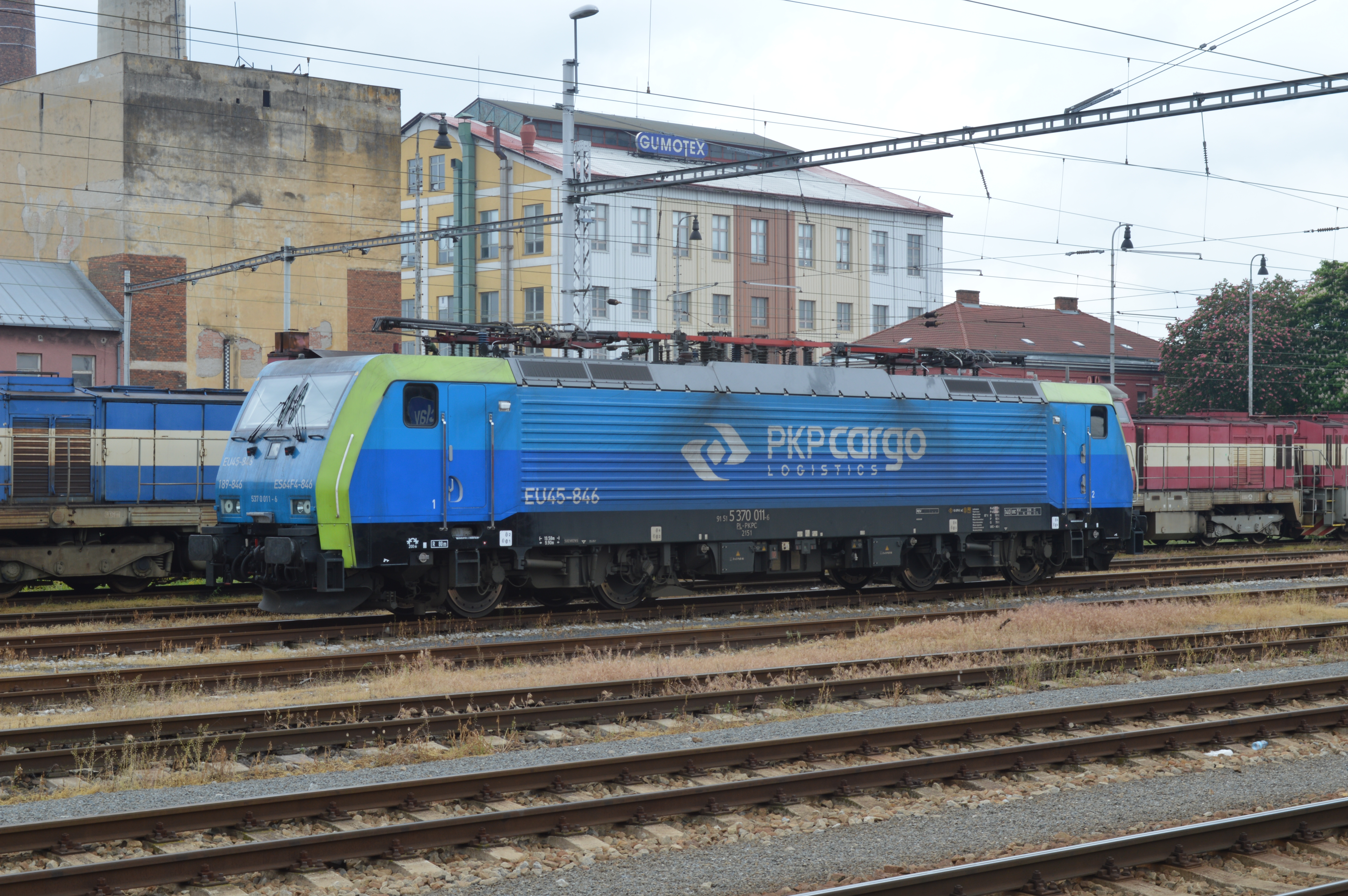
Une des machines de MRCE louées par PKP Cargo
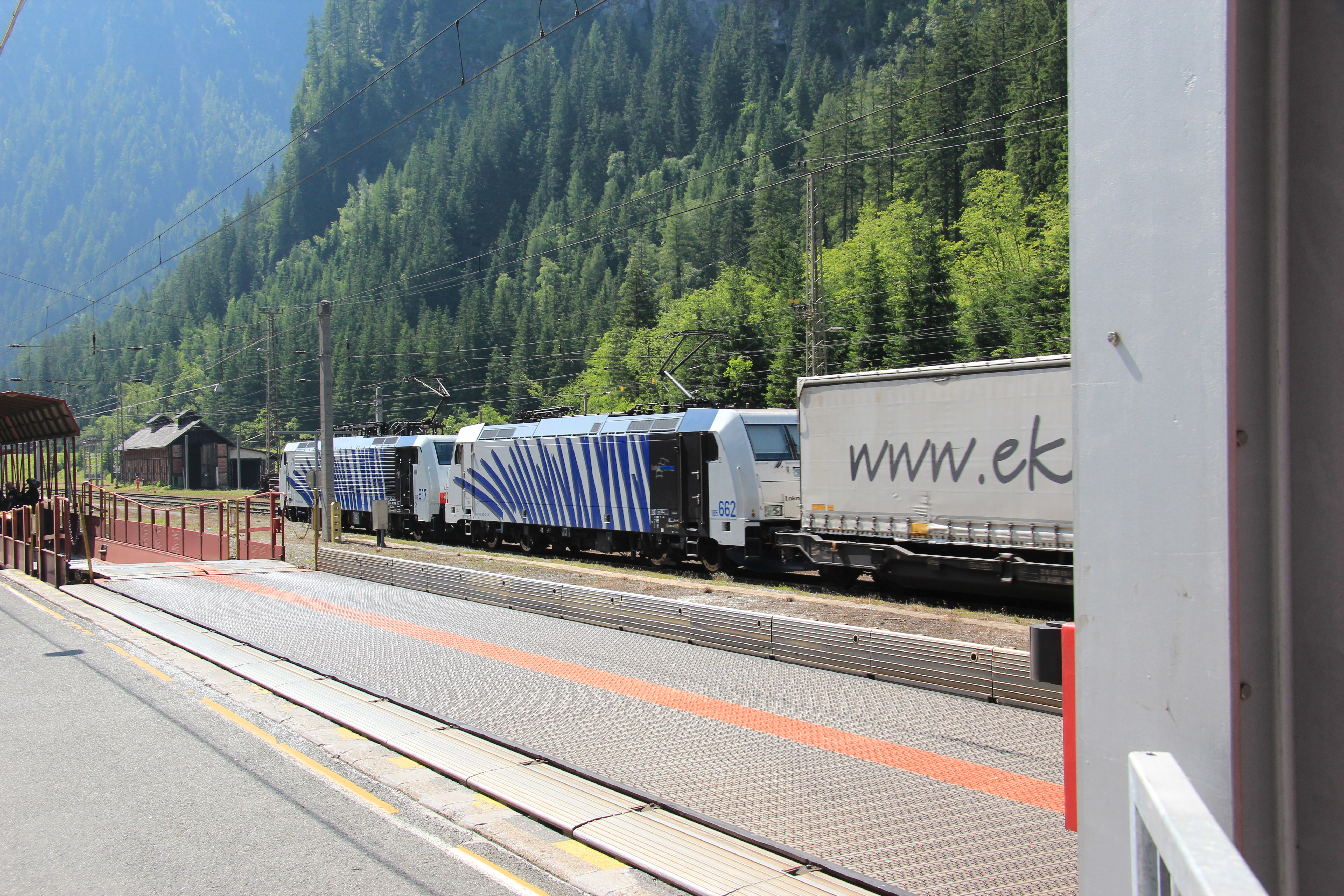
Double traction de locomotives de Lokomotion : une Siemens ES 64 F4 et une Traxx
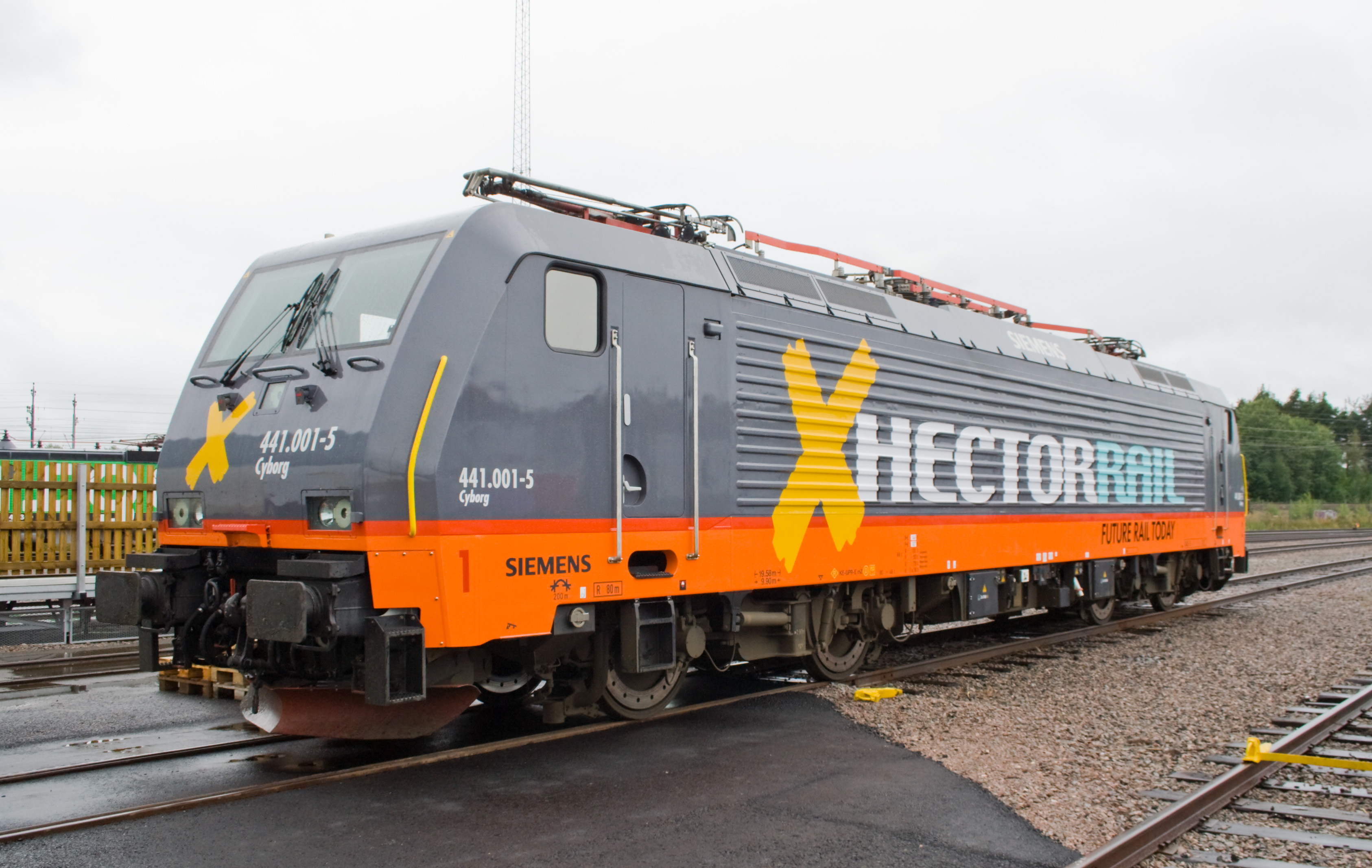
Une des deux locomotives utilisées par Hector Rail.

- En 2006, la compagnie allemande Lokomotion a acheté cinq locomotives de MRCE Dispolok qu'ils leur louaient précédemment, elles ont été renumérotées dans la série 189 en tenant compte de la fin de leur précédent matricule : 189 907, 912, 914, 917 et 918[5].
- Hector Rail a racheté en 2006 deux des machines suisses refusées par les SBB et les utilise en Suède. Elles sont numérotées 441.001 et 002[6].
- En 2006, un loueur italien acheta trois locomotives suisses qui furent louées à une compagnie du nom de Del Fungo Giera (DFG), qui fusionna avec Impresa Ferroviaria Italiana (IFI). La même année, IFI perdra sa licence d'exploitation et ces trois locomotives furent stockées[7]. En 2011, elles furent rachetées et réactivées par RailOne[8], compagnie qui fut rachetée en 2015 par la Compagnia Ferroviaria Italiana S.p.A. (CFI) qui les emploie toujours à son effectif. Ces trois locomotives sont, depuis leur immatriculation en Italie, immatriculées 474 101 à 103[9].
- Une quatrième locomotive suisse aurait dû être rachetée par DFG en même temps que les trois autres[7] mais a été achetée par une autre compagnie italienne, Nordcargo, et immatriculée 474 104[10]. En 2015, Nordcargo est passé dans le giron de DB Schencker Rail Italia[11].
- En 2008, la compagnie allemande Muldentalbahn acheta une des locomotives de réserve à Siemens (la E 189-800) est utilisée pour des trains de marchandises entre l'Allemagne et la Pologne[12].
- En 2009, la compagnie roumaine Cargo Trans Vagon a acheté deux locomotives de réserve à Siemens (les E 189-700 et 701). Elles ne sont actuellement pas homologuées pour circuler dans des pays limitrophes de la Roumanie[13].
- En 2010, la compagnie du land de Westphalie (WLE) a pris possession d'une locomotive de réserve de Siemens, la 189 801; qui fit prise en exploitation par cette compagnie[14].
- PKP cargo, qui avait déjà loué des machines similaires à MRCE Dispolok, acheta à Siemens la locomotive de réserve 189 846. Elle fut renumérotée dans la série EU45 des chemins de fer polonais et a depuis été louée successivement à deux opérateurs privés[15].
- LOCON, une compagnie allemande qui avait déjà loué de telles machines à Siemens Dispolok et MRCE Dispolok, a pris possession de deux locomotives de réserve en 2011, les 189 820 et 821 Elles ont été repeintes et renumérotées 501 et 502[16].
- En 2012, Express Rail, une compagnie slovaque, racheta la locomotive de réserve E189 845 à Siemens et la renumérota 390[17].

### ES 64 U et ES 64 U2

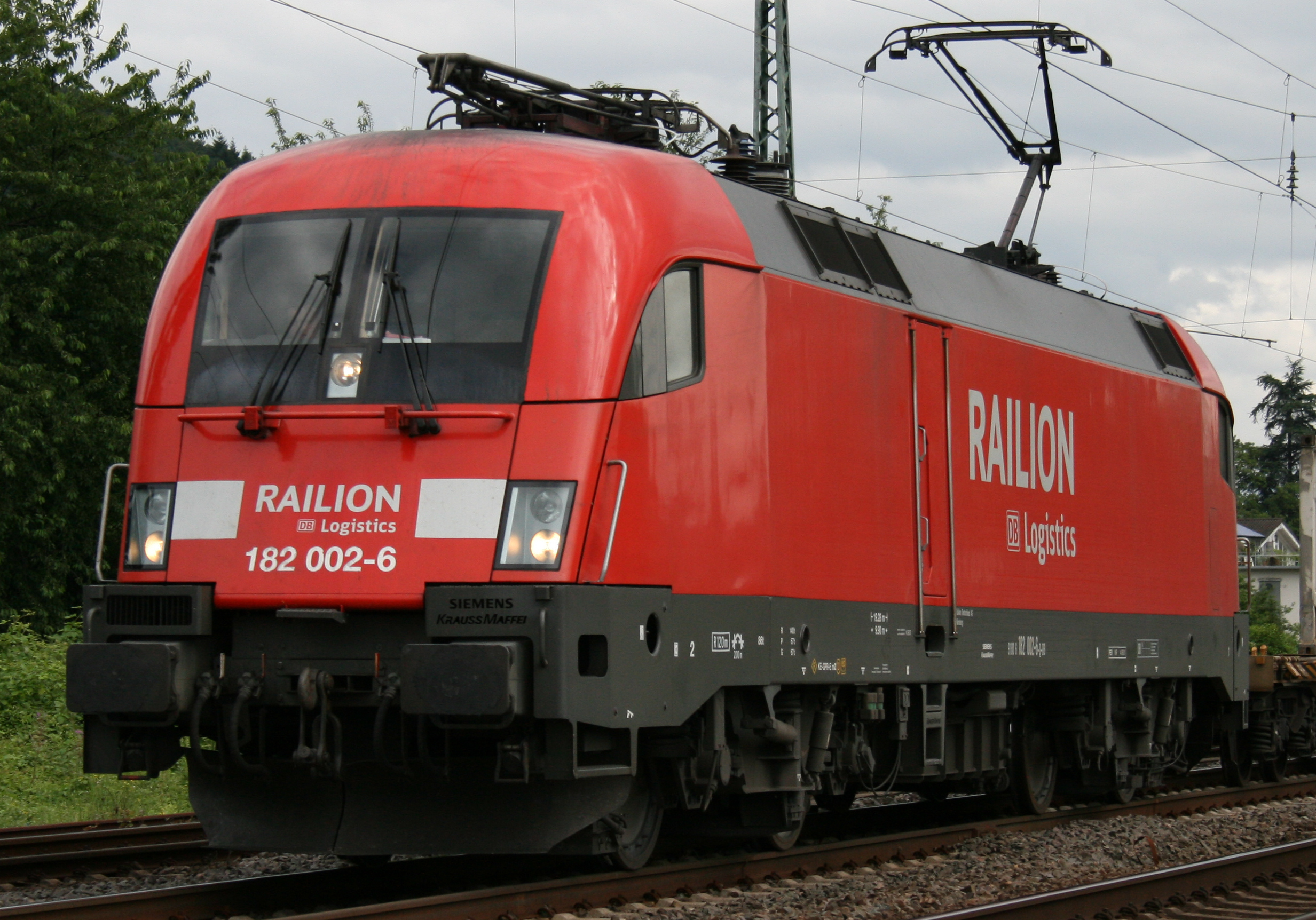
Série 182 DB AG.

#### versions monocourant et bicourant
Basée sur le concept Eurosprinter, la ES 64 U a été développée en tant que locomotive électrique universelle avec une vitesse maximale de  230 km/h. La série ES 64 U peut seulement fonctionner sous une tension de 15 kV. Elle est en service en Autriche aux ÖBB en tant que Série 1016. Au contraire des séries F, toutes les séries U sont équipées de quill drive, permettant ainsi de réduire les efforts sur les voies. Les ÖBB ont donné le nom, protégé, de Taurus à leur série Rh 1016 (et plus tard aux séries Rh 1116 et Rh 1216) ; depuis, le nom de Taurus est couramment utilisé pour toutes les séries de ES 64 U+. La ES 64 U2 peut aussi fonctionner sous 25 kV monophasé.

#### Opérateurs

##### ÖBB
Les Chemins de fer fédéraux autrichiens (ÖBB) possèdent 332 Eurosprinter de seconde génération, parmi lesquelles les seules représentantes de la série ES 64 U monocourant. Elles ont été commandées en plusieurs tranches
- 75 locomotives monocourant ou bicourant (1016 001 à 050 et 1116 001 à 025) commandées en 1997 et livrées entre 1999 et 2001
- 100 locomotives bicourant (1116 026 à 125) commandées en 1999 et livrées entre 2001 et 2003
- 157 locomotives bicourant (1116 126 à 282) commandées en 2000 et livrées entre 2003 et 2006

La troisième tranche aurait dû compter 225 locomotives mais les 168 dernières seront annulées au profit de machines quadricourant de la série ES 64 U4
Les locomotives série 1016 et 1116 sont homologuées pour circuler en Allemagne et en Autriche et les 1116 001 à 025 sont également homologuées pour rouler en Hongrie.
En 2008, trois caisses furent commandées à Siemens pour remplacer des locomotives accidentées. Deux ont été utilisées en 2008 et 2009 afin de remplacer deux locomotives (1116 017 et 062) détruites lors de déraillements.
Elles sont utilisées sur tous types de trains, notamment les trains à grande vitesse Railjet mais aussi des trains de voyageurs ordinaires, des trains de nuit et des trains de marchandises.

##### Deutsche Bahn AG
Comme les locomotives ES 64 F série 152 de la DB étaient interdites en Autriche, la compagnie allemande transforma sa commande en 2000 pour y inclure 25 locomotives ES 64 U2 pour le trafic des marchandises entre l'Allemagne et l'Autriche. Livrées entre 2001 et 2002 et numérotées 182-001 à 025, elles permirent à DB Cargo (devenu DB Schencker) de maintenir sa présence en Autriche.
Comme les Traxx série 185.2, modèle dont la famille constitue une part importante de la flotte de DB Schencker, furent homologuées pour l'Autriche, cette petite série de 25 locomotives universelles devenait redondante et source de frais de maintenance supplémentaire.
En conséquence, DB Schencker les revendit à DB Regio en profitant de leurs bonnes capacités en tête de trains de voyageurs.
Elles sont désormais utilisées entre Leipzig et Cottbus sur de lourds trains de voitures à deux étages.
DB Systemtechnik a acquis une machine de MRCE Dispolok pour remorquer des trains tests et des trains de mesures à plus de 230 km/h. Repeinte en livrée rouge trafic avec des marquages spéciaux, elle est notamment utilisée pour des tests à grande vitesse au Danemark.

##### Hongrie
Les chemins de fer hongrois (MÁV) ont commandé à Siemens 10 locomotives techniquement identiques aux premières machines série 1116 des ÖBB.
La compagnie hongroise GySEV (Gyõr-Sopron-Ebenfurth Railway Corp) en exploite sous le numéro de série 1047.

##### Autres compagnies

###### Hector Rail
Entre 2010 et 2011, Hector Rail acheta une, puis trois autres ES64U2 de MRCE Dispolok suivies par trois machines supplémentaires en 2013. Ces sept locomotives numérotées 242.502 à 504, 516-517 et 531-532 sont désormais utilisées dans divers pays, surtout en trafic marchandises.

En novembre 2018, la 242.502, utilisée pour tester la nouvelle ligne à grande vitesse reliant Ringsted à Copenhague a battu le record de vitesse absolu au Danemark : 253,7 km/h en remorquant une rame de trois voitures et la 185.506 en queue.

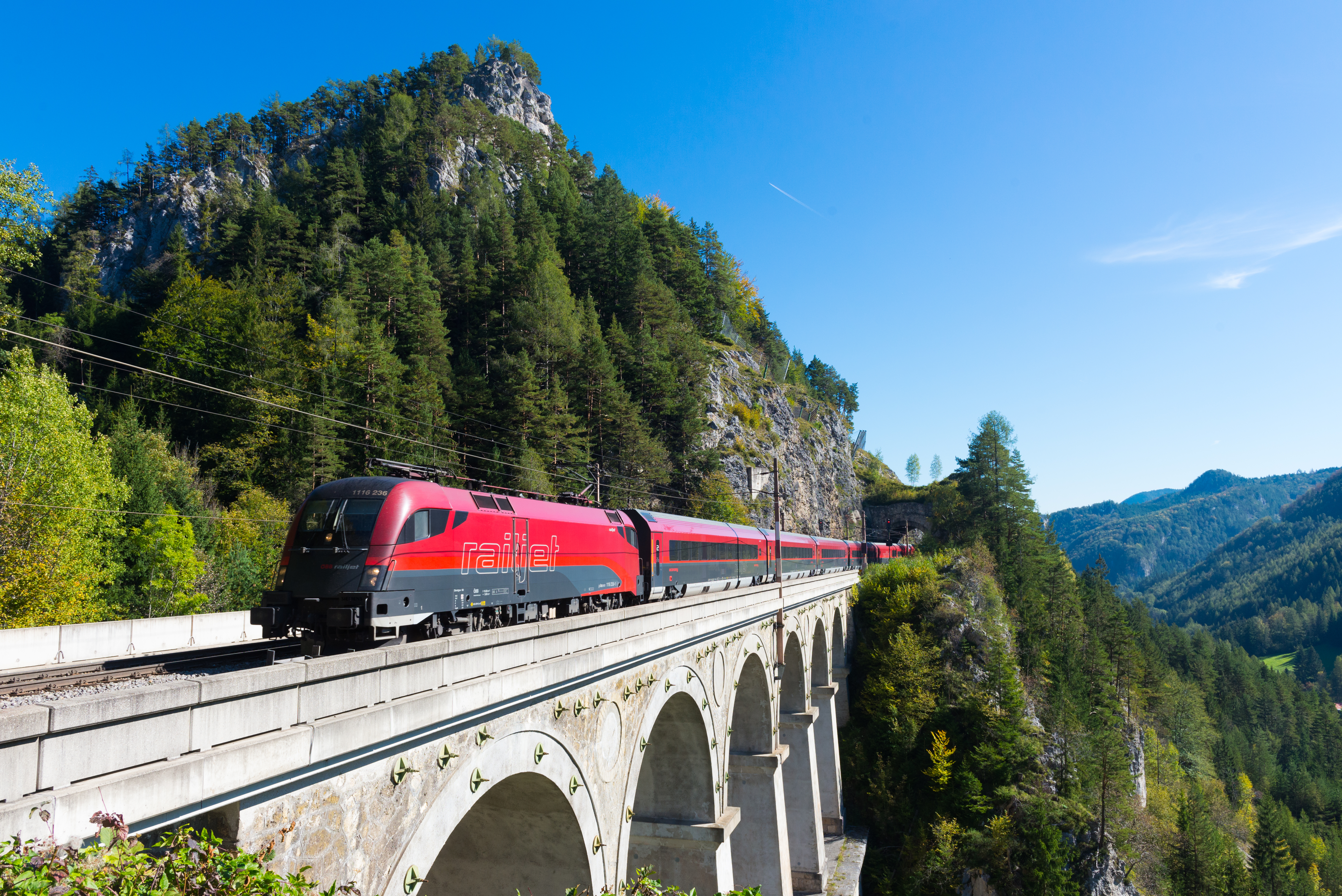
ÖBB 1116 remorquant un Railjet
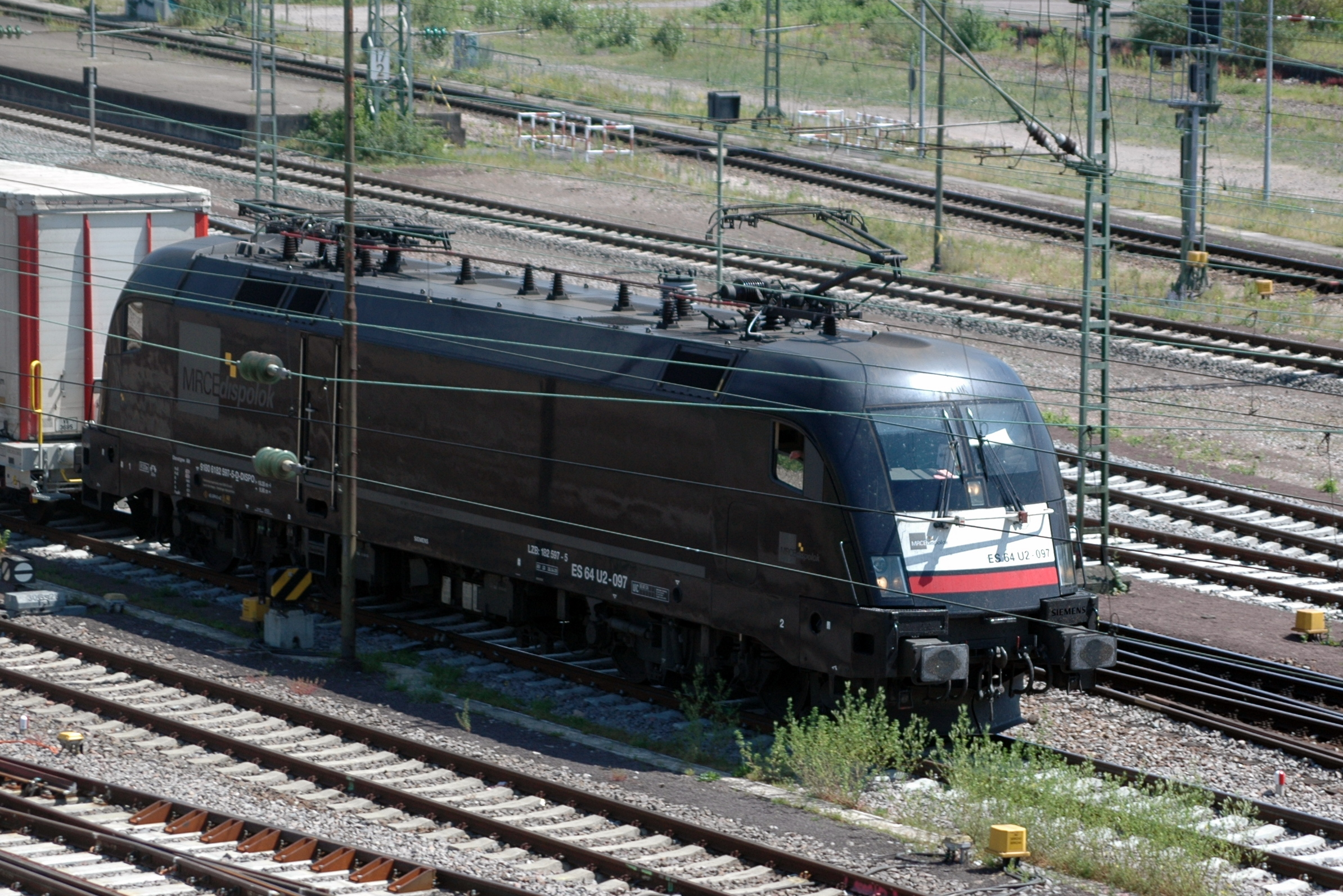
ES64U2 de MRCE Dispolok.
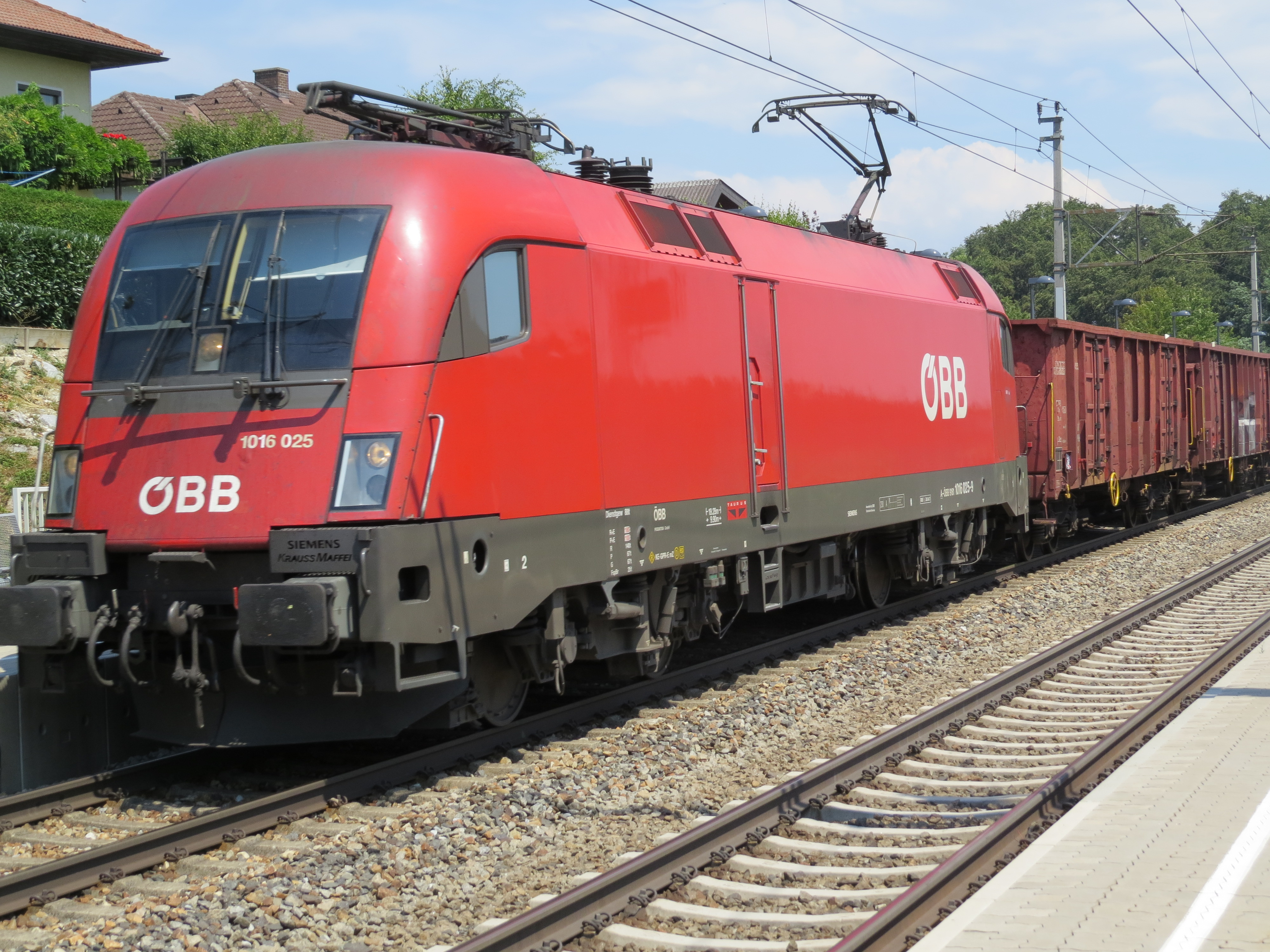
ÖBB 1016 en tête d'un train de marchandises.
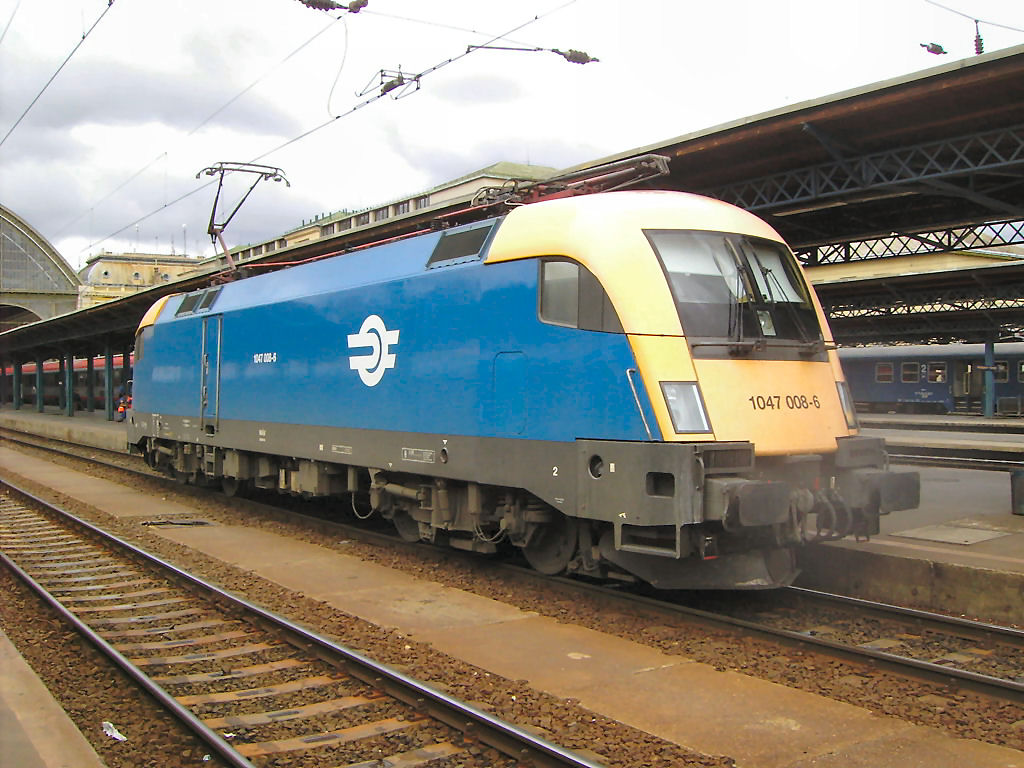
1047 des chemins de fer hongrois.
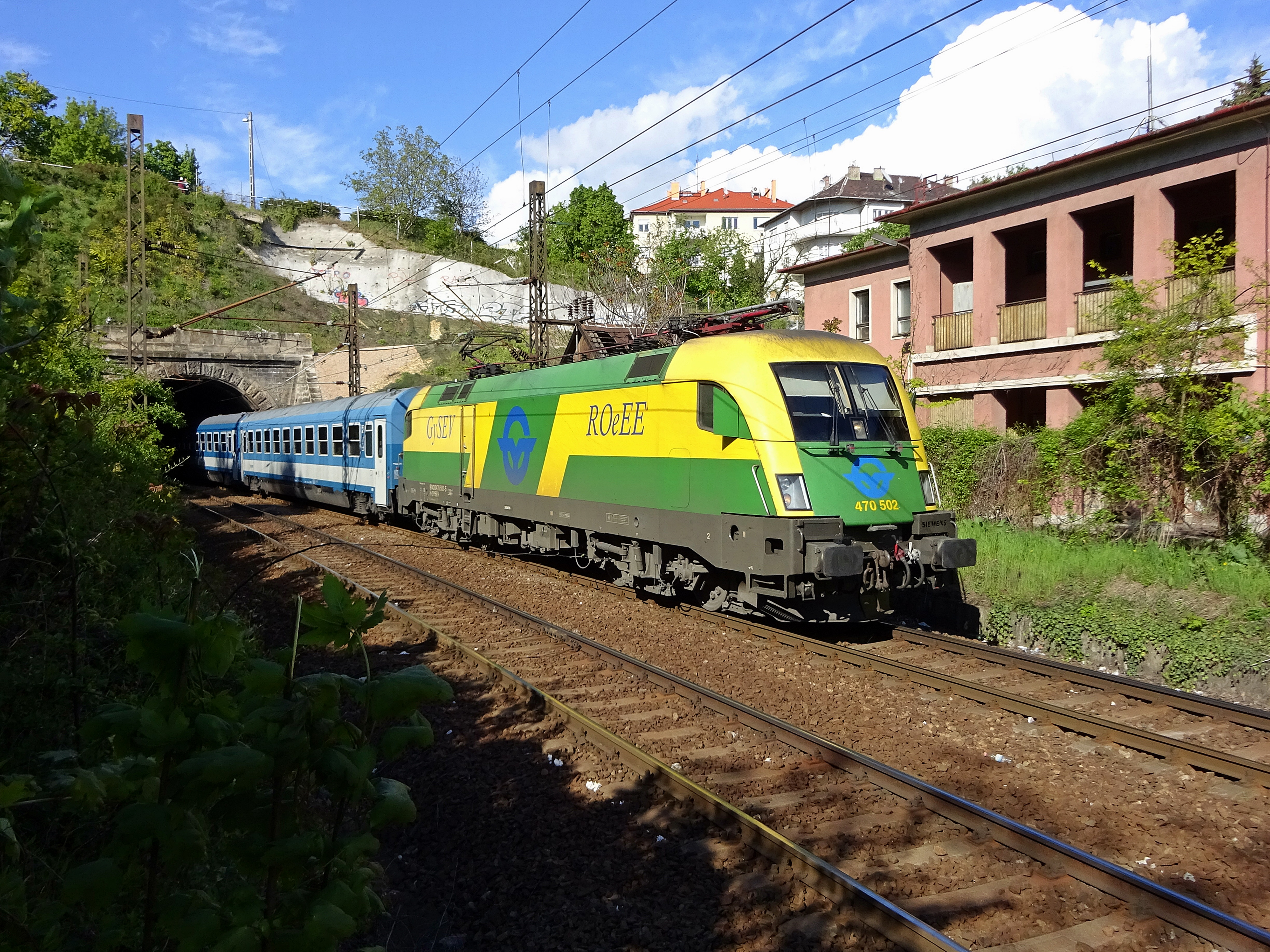
1047 de GySEV.

#### La ES 64 U4 quadricourant
Les quatre systèmes électriques européens (15 et 25 kV monophasé, 1,5 and 3 kV continu) sont utilisables par la ES 64 U4. Ses composants électriques sont quasi identiques à ceux de la ES 64 F4. Les machines quadri-courant (avec l'aptitude au fonctionnement sous 1500 V désactivé dans le logiciel) sont actuellement utilisés en Autriche par les ÖBB et l'opérateur privé Rail Traction Service sous le numéro de série Rh 1216 et en Slovénie par les Slovenske železnice (SŽ) en tant que série 541. En Italie, RFI leur assigne la classification E 190.
Les changements mineurs dans la disposition de ce type en font la troisième génération de la famille Eurosprinter.

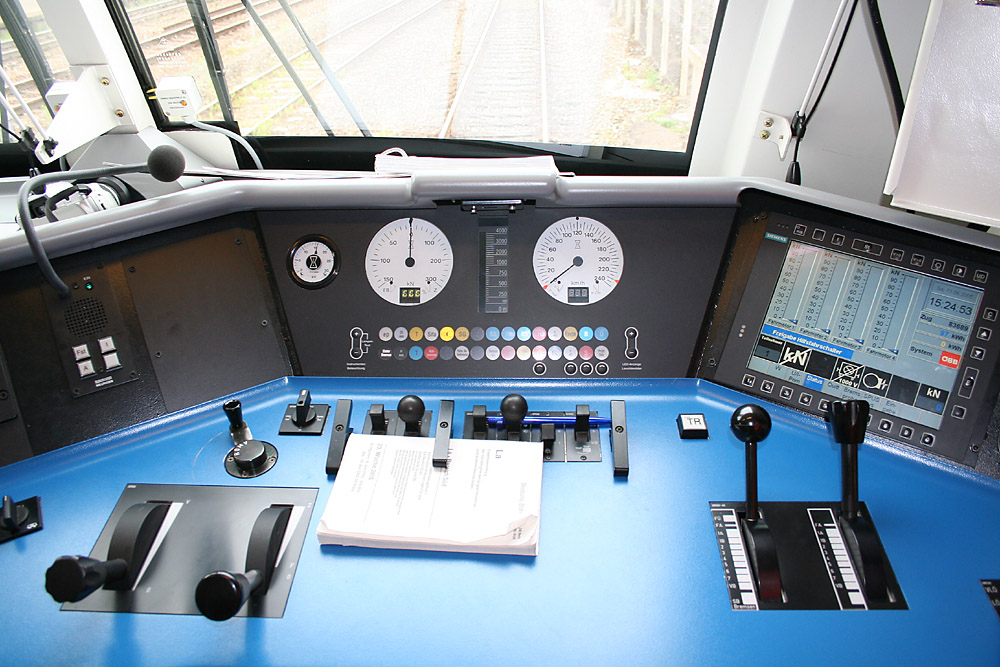
Pupitre de l'une ES 64 U2 des ÖBB

Une version spéciale de la ES 64 U4 a été livrée au Vogtlandbahn en Allemagne sous la dénomination série 183. Bien que la caisse soit la même que celle des autres ES 64 U4, elle est bicourant et peut seulement fonctionner sous le 15 kV allemand et le 25kV monophasé tchèque. Ceci montre aussi les premières incohérences dans la désignation des types de machines, car elle devrait être classée ES 64 U2, alors que Siemens n'utilise que la dénomination ES 64 U4 par cette version ; le bruit court que les locomotives du Vogtlandbahn disposent des équipements pour fonctionner sous les quatre systèmes (ce qui expliquerait pourquoi Siemens en reste à la désignation ES 64 U4), mais que le logiciel différent utilisé dans cette sous-série et l'absence de deux pantographes supplémentaires empêchent cette utilisation.

Le 2 septembre 2006, la locomotive Rh 1216 050-5 (avant sa livraison aux ÖBB) a établi un nouveau record du monde de vitesse des locomotives électriques conventionnelles : pendant des essais près de Nuremberg, elle a atteint la vitesse de 357 km/h  ; fait remarquable, la locomotive n'a pas été modifiée pour ce record.

## Types dérivés

### Les EG 3100 danoises

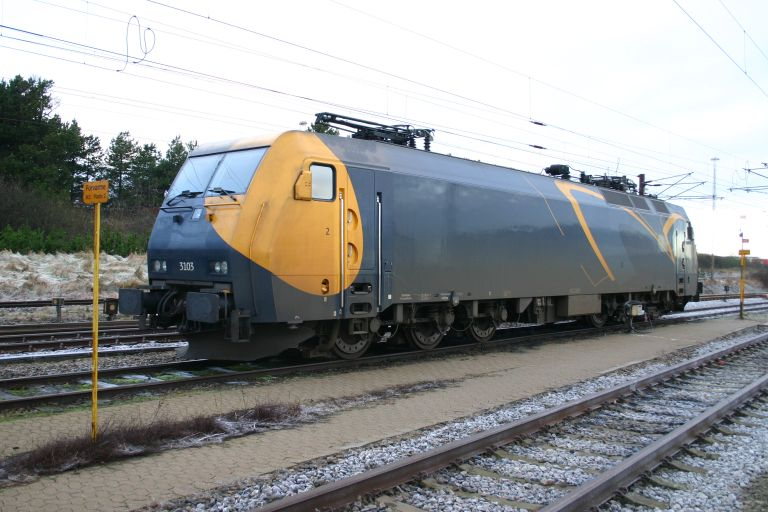
Une EG dans la livrée de DSB Gods sans logo

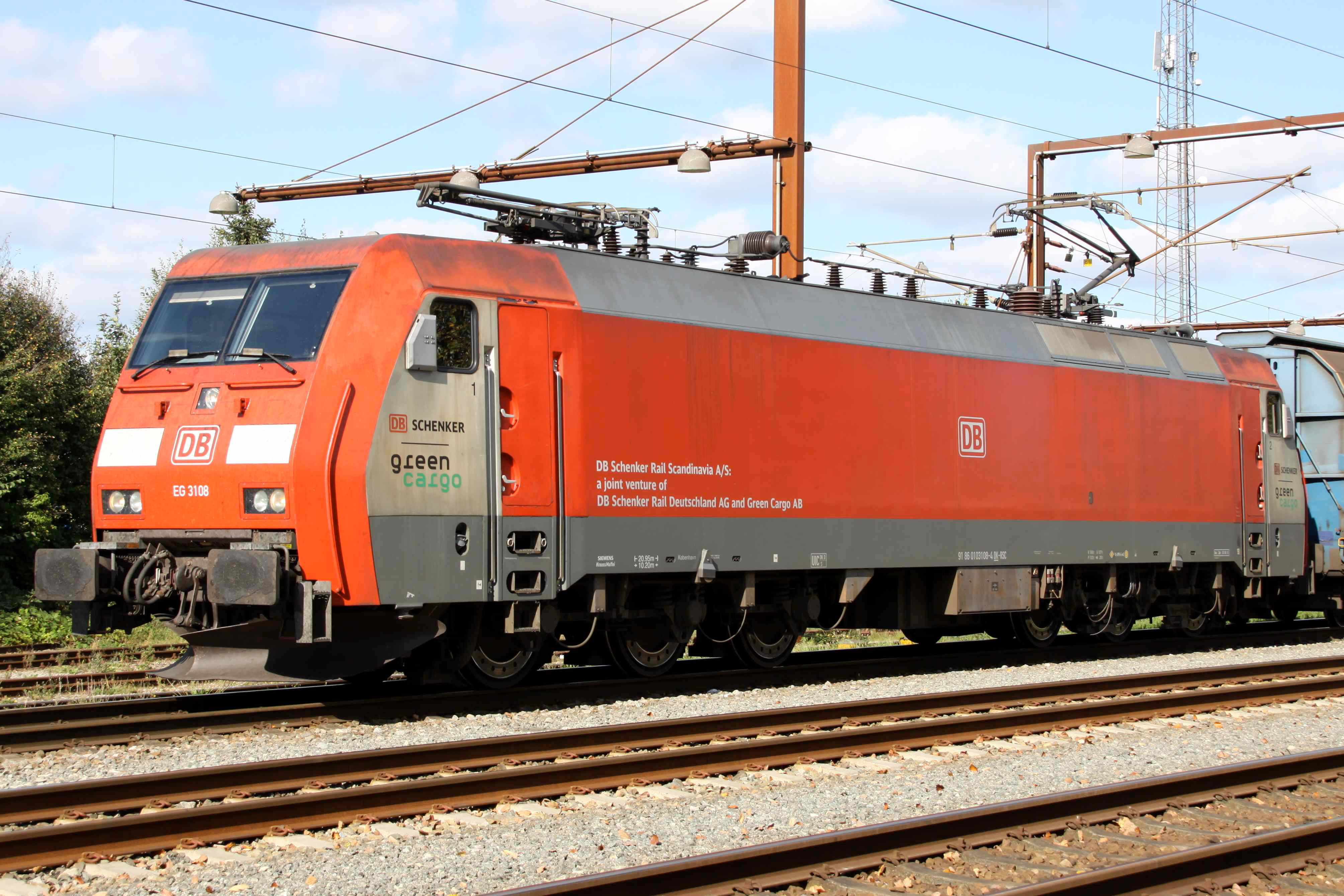
Une EG dans la livrée de DB Schenker Rail Scandinavia

Pour la traversée des détroits danois nouvellement construite (Lien fixe du Fehmarn Belt), la compagnie nationale Danske StatsBaner (DSB) a commandé 13 unités de la série EG 3100 qui ont été livrées en 1999 et 2000. Elles sont basées sur le concept Eurosprinter, avec une configuration d'essieux modifiée en Co'Co' pour assurer un effort de traction maximal dans les rampes. Celui-ci atteint 400 kN au lieu de la valeur habituelle de 300 kN ; la machine mesure 20,95 m. Ce type est le plus proche de la deuxième génération ES 64 F2, capable de fonctionner sous 15 kV et 25 kV.
En 2001, DSB Gods, la branche marchandises des DSB, est passée sous le contrôle conjoint de Green Cargo et de Railion et est devenue Railion Danmark, ce qui s'est traduit par une disparition des logos sur les flancs de leurs locomotives, sans autre changement immédiat de livrée. En 2008, nouveau changement de nom : Railion Danmark devient DB Schenker Rail Scandinavia et, à partir de 2010, toutes les EG sont repeintes dans une livrée rouge, presque identique à celle de la Deutsche Bahn mais comportant dans une grande zone grise sur chaque cabine les logos des deux propriétaires de DB Schencker Rail Scandinavia.

### Les E 120 grecques

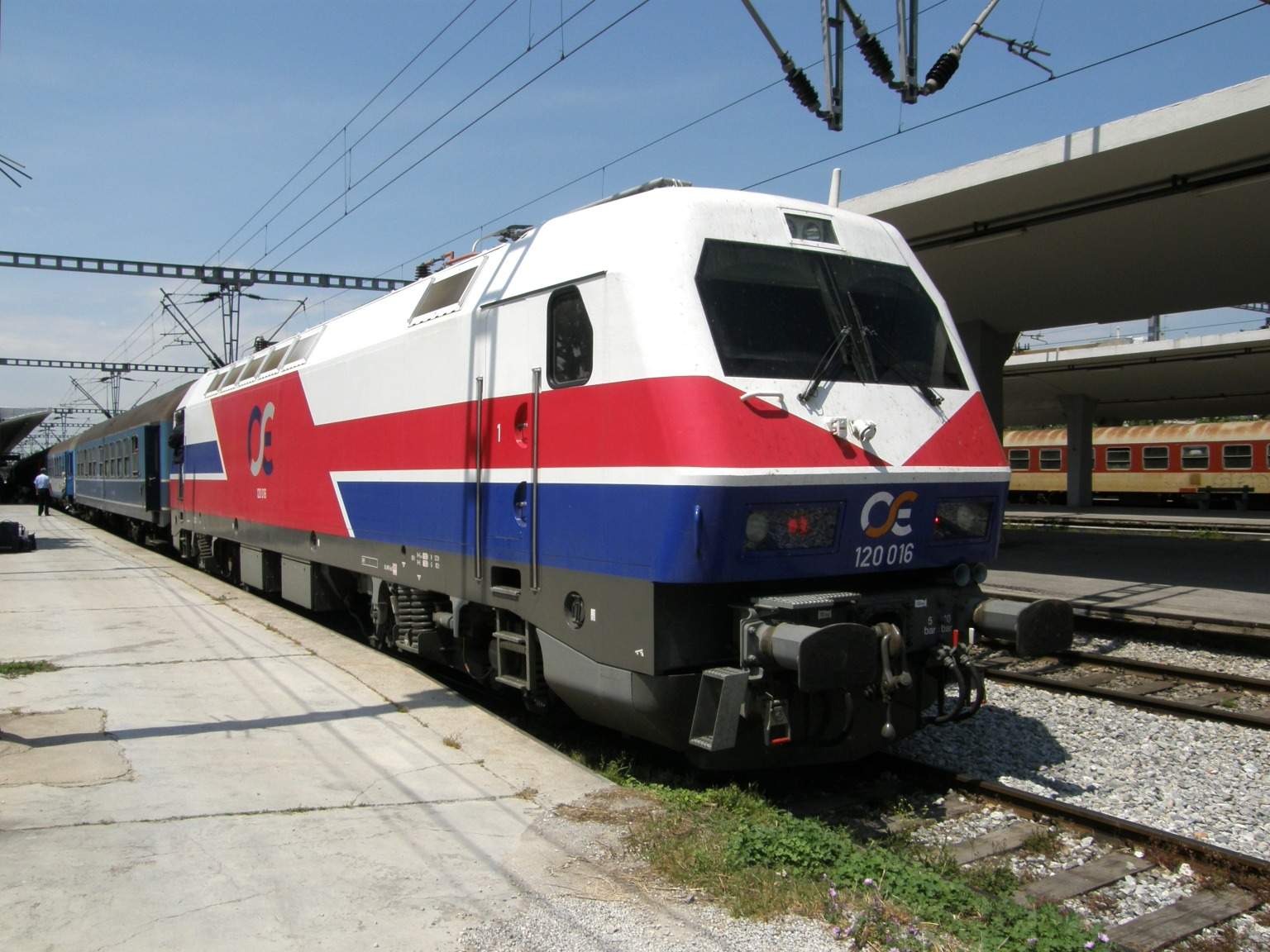
Locomotive grecque HellasSprinter

La série E 120 des OSE est leur première série de locomotives électriques. De 1996 à 2001, un total de 30 locomotives de la série 120 a été livré à la Grèce. Le concept est presque identique au prototype ES 64 P, avec des changements de puissance (5 000 kW) et l'alimentation électrique (25 kV monophasé).

### Les DJ1 des Chemins de fer chinois
En 1997, le Ministère Chinois des Chemins de Fer a commandé vingt locomotives fret du type DJ1 à une coentreprise formée par Siemens et Zhuzhou Electric Locomotive Works. Ces locomotives sont basées sur la deuxième génération de la plate-forme EuroSprinter avec des  modifications ; le nombre total d'essieux a été modifié de 4 à 8 en accouplant de façon permanente deux locomotives identiques - en conséquence chaque demi-locomotive a seulement une cabine de conduite. Les trois premières de ces vingt DJ1 ont été construites par Siemens en Autriche, et les 17 dernières par Zhuzhou. Les vingt locomotives ont été livrées en 2002 et 2003, et versées au parc de Daqin Railway pour la traction de trains de fret.

### Les HXD1 des Chemins de fer chinois
Initialement appelées DJ4, succédant aux DJ1, dotées de moteurs de traction plus puissants, un effort de traction plus élevé et d'onduleurs IGBT, ces locomotives étaient également destinées au Daqin Railway. Le ministère chinois des chemins de fer a commandé 180 unités de type DJ4 à Zhuzhou et Siemens en 2004. Toutes les DJ4 ont été construites par Zhuzhou avec le support technique de Siemens. La première DJ4 a été terminée en 2006. Peu de temps après sa livraison, le nom de la série a été modifié en HXD1 au lieu de DJ4.

### Les HXD1B des Chemins de fer chinois
Le 18 août 2007, Siemens et Zhuzhou ont gagné un autre contrat du Ministère des Chemins de Fer pour la construction de 500 locomotives de type Co'Co' basées sur la plate-forme EuroSprinter. Au moment de leur construction, ces locomotives sont présentées comme les plus puissantes du monde en production commerciale, avec une puissance de 9,6 MW.

### Les 8100, 8200 de Korail
Depuis 2000, Korail a construit sans interruption des ES 64 F pour remplacer les anciennes série 8000 EL, qui sont de puissantes locomotives électriques, mais trop lentes (85 km/h maximum) pour tracter des trains de voyageurs. Actuellement, 85 machines variantes de la série ES64F ont été construites (2 de la série 8100 et 83 de la série 8200).
Ces nouvelles 8100 et 8200 sont en service sur les principales lignes Korail, parmi lesquelles les lignes Gyeongbu, Honam, and Jungang.

### Les Class 252 de la RENFE
Ces locomotives préfigurent la première génération des Eurosprinters et peuvent être considérées comme leurs prédécesseurs. Pouvant être montées aussi bien sur des bogies à voie normale de 1 435 mm et à voie large de 1 668 mm, avec une vitesse maximale de 220 km/h, et une puissance de 5,6 MW, ces locomotives peuvent être considérées comme un succès.

## Perspectives
Dans son processus de développement futur de ses gammes de locomotives, Siemens prévoit actuellement de fusionner le programme EuroSprinter avec sa plate-forme diesel-électrique Eurorunner (de). Le nom de programme de cette gamme fusionnée est ES 2007 (de). On notera le parallèle avec l'extension par Bombardier de sa gamme TRAXX au marché des locomotives diesel.